# Aeroporto Internacional Bauerfield

O Aeroporto Internacional Bauerfield  (IATA: VLI, ICAO: NVVV)  é um aeroporto localizado em Port Vila, Vanuatu. Durante a Segunda Guerra Mundial foi utilizado pelas forças armadas dos Estados Unidos  como uma importante base da força aérea no Pacífico, o que explica o nome do aeroporto.
É o Principal hub da companhia aérea Air Vanuatu.

## Companhias aéreas e destinos
| Companhias aéreas     | Destinos |
| --------------------- | --- |
| Air New Zealand       | Auckland |
| Air Pacific           | Nadi, Honiara |
| Air Vanuatu           | Ilha Aniwa, Auckland, Brisbane, Craig Cove, Dillon's Bay, Emae, Ipota, Lamap, Lamen Bay, Longana, Lonorore, Luganville, Melbourne, Norsup, Nouméa, Paama, Sara, Sota, South West Bay, Sydney, Tanna, Tongoa, Torres, Ulei, Valesdir, Walaha |
| Aircalin              | Nouméa |
| Pacific Blue Airlines | Brisbane |